# Froduald Karamira
Froduald Karamira, né le 14 août 1947 et mort exécuté le 24 avril 1998, est un homme politique rwandais reconnu coupable d'avoir organisé la mise en œuvre du génocide rwandais de 1994. Il a été condamné à mort par un tribunal indépendant rwandais et fait partie des 24 derniers individus exécutés au Rwanda,.

## Biographie
Karamira est né à Mushubati, Gitarama au Rwanda, dans une famille tutsie. Adulte, il est accepté comme Hutu selon certaines traditions rwandaises qui permettent des "conversions" d'un groupe à l'autre.
Au moment du génocide, Froduald Karamira représente dans le MDR une faction hostile à toute coopération avec le Front patriotique rwandais et s'oppose aux Accords d'Arusha. Il est surtout connu pour son discours du 23 octobre au cours duquel il a appelé les Hutus à «se lever» et à «prendre les mesures nécessaires» et à «chercher en nous l'ennemi qui est parmi nous». C'est lui qui, à l'occasion de cette réunion et pour la première fois en public, a utilisé le terme «pouvoir hutu», qui a désigné par la suite la coalition extrémiste hutue. Il est ainsi devenu l'idéologue principal de cette doctrine.
Après la défaite du gouvernement par le Front patriotique rwandais en juillet 1994, Karamira disparaît du Rwanda alors que le gouvernement rwandais l'accuse de génocide.
Il utilise sa richesse considérable pour fuir en Inde. Le nouveau gouvernement le retrouve le fait extrader. il parvient de nouveau à s'échapper, alors qu'il est en transit, à l'aéroport d'Addis-Abeba en Éthiopie, mais est repris trois jours plus tard.

## Mort
Le 14 février 1997, Karamira est condamné à mort. Il fait appel, mais celui-ci est rejeté et sa peine confirmée le 12 septembre 1997. La sentence est exécutée par un peloton. Le Rwanda a aboli la peine de mort en 2007. Les 24 personnes exécutées en 1998, dont Karamira, ont été les dernières à être exécutées au Rwanda.